# Músculs interossis dorsals del peu
Els músculs interossis dorsals del peu (musculi interossei dorsales pedis) són quatre músculs situats entre els ossos metatarsians. Els quatre músculs són músculs bipenniformes que s'originen individualment en dos caps situats en la meitat proximal dels costats dels ossos metatarsians adjacents. Les dues caps de cada músculs formen un tendó central que passa per sota del lligaments metatarsians transversos profunds. Els tendons estan inserits a la base del segona, tercera i quarta falange proximal, i en l'aponeurosi dels tendons de l'extensor llarg dels dits, sense fixar-se en les expansions extensores dels dits. Així, la primera està inserida en el costat medial del segon dit; els altres tres músculs estan inserits en les cares laterals del segon, tercer i quart dit.

## Funció
Els músculs interossis dorsals abdueixen les articulacions metatarsofalàngiques del tercer i quart dit. Com que hi ha un parell de músculs dorsals interossis en ambdós costats del segon dit, la contracció de dos músculs no produeix moviment com passa també amb el dit mitger de la mà.
L'abducció té poca importància al peu, però quan actuen juntament amb els interossis plantars, produeixen també la flexió de les articulacions metatarsofalàngiques. També, amb els interossis plantars, controlen la direcció dels dits durant l'activitat intensa, permetent als flexors curts i llargs realitzar les seves acciones.
A causa de la seva relació amb les articulacions metatarsofalàngiques, els músculs interossis també contribueixen a mantenir l'arc metatarsià anterior i també, fins a un cert punt, els arcs longitudinals medial i lateral del peu.

## Innervació
Tots els dorsals interossis estan innervats pel nervi plantar lateral o extern (S2-3). Aquells en el quart espai interossi estan innervats per la branca superficial i els altres per la branca profunda.

## Relacions
En l'interval angular entre els caps de cada un dels tres músculs laterals, passa una de les artèries perforants del dors del peu; a través de l'espai entre els caps del primer múscul passa la branca plantar de l'artèria dorsal del peu per la planta del pie.

## Galeria d'imatges

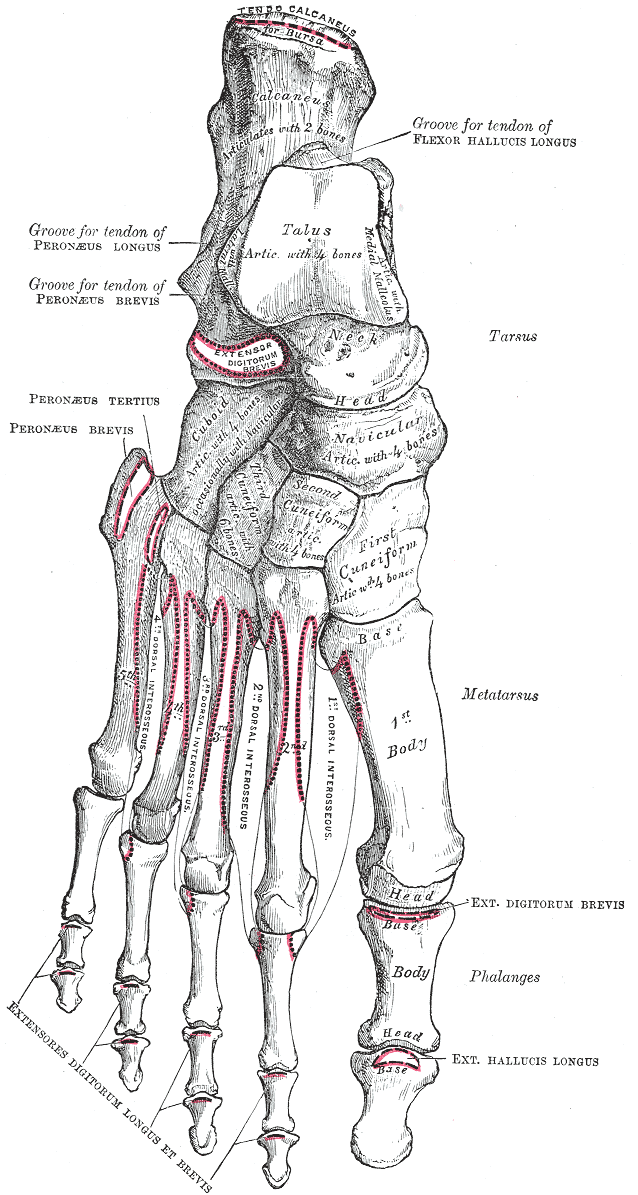
Ossos del peu dret. Superfície dorsal.